# Istituto di Studi Comunisti Palmiro Togliatti
Das Istituto di Studi Comunisti Palmiro Togliatti (Institut für Kommunistische Studien Palmiro Togliatti) war von 1944 bis 1993 die zentrale Parteihochschule des Partito Comunista Italiano (PCI). Die Schule war in Rom gegründet worden und hatte ab 1955 ihren Sitz in Frattocchie, einem Stadtteil von Marino (Latium). Nach Anna Tonelli, einer italienischen Historikerin, war diese Schule das Hauptmodell für weitere Schulen der PCI und diente der Ausbildung von Führungskräften für die Partei. Bis 1989 habe es etwa hundert aktive Schulen der PCI in ganz Italien gegeben. „Noch heute ist der Name Frattocchie verbunden mit einem Modell einer Parteischule, das nachgeahmt werden sollte, um denjenigen, die eine politische Karriere anstreben, Methoden und Grundsätze zu vermitteln.“

## Geschichte
Das im Oktober 1944 in Rom gegründete Institut, das im Dezember des gleichen Jahres seine Arbeit aufnahm, war während der gesamten Zeit seines Bestehens die zentrale Einrichtung für die Ausbildung von Kadern und Führern der PCI. Nach einer bereits 1950 beschlossenen Erweiterung der Einrichtung wurde 1955 in Frattocchie in einem Anwesen, das die Partei als Geschenk erhalten hatte und das an der Via Appia Nuova lag, der Schulbetrieb aufgenommen. Die Schule trug ursprünglich den Namen von Andrei Alexandrowitsch Schdanow. Bereits in den 1950er Jahren sollte es dann nach Palmiro Togliatti, dem damaligen Generalsekretär der PCI, benannt werden, was dieser aber mit dem Satz „Man gibt den Namen einer lebenden Person nicht an eine Organisation weiter, es sei denn, man wünscht ihr den Tod.“ abgelehnt habe. So blieb es zunächst bei dem neuen Namen Institut für kommunistische Studien, bevor die Schule dann 1973 endgültig den Namenszusatz Palmiro Togliatti erhielt.

„Das Institut war Teil des pyramidenförmigen Systems der politischen und ideologischen Ausbildung der Partei, das – auf verschiedenen Ebenen – unterschiedliche "Arten" der Akkulturation vorsah. Tatsächlich sollte das Ausbildungssystem sowohl der ideologischen Schulung im engeren Sinne (in Anlehnung an das Parteischulsystem der Vorkriegszeit) als auch als Moment des Zusammenhalts und der Identitätsbindung sowie als Instrument der Alphabetisierung dienen. Die zentralen Schulen waren für die Ausbildung der Funktionäre in den zentralen Organen und der föderalen Führung bestimmt; auf lokaler Ebene wurden Kurse für die Mitarbeiter der Sektionen organisiert, während in den Parteizellen Schulungen für alle Aktivisten veranstaltet wurden.“

Die Schule war von einem Park umgeben, in dem es Volleyball- und Bocciafelder gab. Sie präsentierte sich als eine der modernsten und zukunftsweisendsten politischen Schulen und verfügte über geräumige Klassenzimmer mit bis zu zweihundert Sitzplätzen, eine Fachbibliothek mit 5.000 Bänden, Lesesäle, eine Turnhalle, ein Museum und eine moderne Krankenstation. Fast durchweg findet der Hauptsaal des Instituts Erwähnung, den Renato Guttusos 318 × 520 cm großes Gemälde Die Schlacht an der Admiralsbrücke (La Battaglia di Ponte dell’Ammiraglio) schmückte, das sich heute in der Sammlung der Galleria Nazionale d’Arte Moderna in Rom befindet.
Die Mehrheit der Studenten stammte in den frühen Jahren der Schule aus der Arbeiterklasse. Deren Auswahl trafen drei Instanzen gemeinsam: die Kader- und Schulkommission der Partei, der Provinzialverband und die Schulleitung. „Die Provinzverbände (die den größten Teil der Kosten für die Unterbringung und Verpflegung der Schüler trugen) bestimmten die Kandidaten, die in das Institut geschickt werden sollten, anhand von Kriterien, die von der Kader- und Schulkommission festgelegt wurden, und letztere führte zusammen mit der Schulleitung die Endkontrolle der von den Verbänden erstellten Listen durch, um das "politische Verhalten" und den sozialen Hintergrund der Schüler zu überprüfen.“ Die Auserwählten studierten während den zwischen einem Jahr und drei Monaten dauernden Kursen auf Kosten der Partei, die ihnen Unterkunft, Verpflegung und Studienmaterial kostenlos zur Verfügung stellte – dafür aber auch die Einhaltung eines strengen Reglements erwartete.

„Das erste "Gebot", das auferlegt wurde, war die Disziplin. In einer Schule, in der die Schüler beweisen mussten, dass sie der Auswahl würdig waren, gab es Regeln und Vorschriften, die den Rhythmus des Schultages bestimmten, der von sieben Uhr morgens bis Mitternacht dauerte, mit der Verpflichtung, die Aufgaben und Regeln vollständig einzuhalten. Wichtig war auch die "Sozialarbeit", d. h. praktische Aufgaben zum Wohle der Gemeinschaft, die jeder nacheinander zu erledigen hatte, wie z. B. Putzen, Küchendienst, Gartenarbeit und Nachtwache.“

Zum Lehrplan der Schule gehörten der historische Materialismus, die Geschichte der bolschewistischen Partei und der Arbeiterbewegung, Agrarprobleme und Kapitalismus sowie Partei- und Gewerkschaftsorganisation. „Einige Jahre später kam die politische Ökonomie hinzu, ein Fach, das für nicht belesene Kader sehr schwierig, aber für die Leitung und Verwaltung der lokalen Verwaltungen unerlässlich war.“
Nach Anna Tonelli veränderte sich in den 1970er Jahren einiges. Das betraf sowohl die Herkunft der Schüler als auch deren Alter. Sie verfügten nun häufiger über eine höhere Bildung, auch wenn sie oft noch aus einer Arbeiterfamilie stammen, und die Anforderungen der Partei an ihre Führungskader wuchsen. Die spielte inzwischen eine führende Rolle in 6 Regionen und 29 Provinzen Italiens, und dadurch waren auch vermehrt Führungsaufgaben außerhalb der Partei wahrzunehmen. Das Ausbildungsprogramm wurde praxisbezogener, und der Unterricht über Marxismus-Leninismus wurde zugunsten von mehr Raum für Wirtschafts- und Organisationsthemen zurückgefahren. „Der Dreiklang Philosophie/Wirtschaft/Geschichte wird beibehalten, aber es kommen Veranstaltungen zu Logik, Argumentation und Linguistik hinzu, um in der Öffentlichkeit klar und überzeugend zu sprechen und verstanden zu werden.“ Für Tonelli wurde in diesen 1970er Jahren im Zusammenhang mit den damaligen Wahlerfolgen der eigentliche Mythos von Frattocchie geboren, der nicht zuletzt getragen wurde von einer jungen „Generation von Funktionären […], die in den Parteischulen auf ähnlichen Wegen der politischen Reifung geformt wurden und durch gemeinsame Visionen und Erwartungen verbunden“ waren.

## Das Ende der Schule
Für Andrea Pozzetta war 1981 der Höhepunkt in der Entwicklung des Bildungswesens des PCI erreicht; ab dem folgenden Jahr habe der Abbau des Schulnetzes begonnen, und nur die Schule in Frattocchie und das Institut in Albinea seien weiterhin aktiv geblieben, hätten aber einen stetigen Rückgang der Studentenzahlen zu verkraften gehabt. Anna Tonelli sieht die Gründe dafür darin, dass auch der PCI seit den frühen 1980er Jahren mit zunehmender politischer Gleichgültigkeit und nachlassendem politischen Engagement zu kämpfen hatte, „die wichtige Teile der fortschrittlichen Kultur durchzogen“. Zur politischen Krise gesellte sich die finanzielle: Das parteiinterne Schulsystem in seiner bisherigen Form erschien als zu kostspielig, weshalb beschlossen wurde, das Modell der Internatsschulen aufzugeben und die Dauer der Kurse auf zwei oder drei Tage zu verkürzen. Das endgültige Aus für die Schule kam dann nach dem Zusammenbruch des internationalen Kommunismus und dem Fall der Berliner Mauer – mit katastrophalen Folgen für den PCI und ihre Schulen. Der PCI mutierte zur Demokratischen Partei der Linken, die Schule in Frattocchie wurde 1993 geschlossen, das Anwesen im Jahr 2003 an eine Gruppe privater Unternehmer verkauft – zusammen mit dem Gebäude in der „Via delle Botteghe Oscure“ 4, dem historischen Sitz des PCI in Rom.
Anna Tonelli bedauert, dass „das Erbe von Frattocchie von niemandem aufgegriffen worden“ sei. Was heute von den Parteien als politische Weiterbildung betrieben werde, habe nichts mehr mit dem Modell Frattocchie zu tun, in dem die Schule die Stätte der kontinuierlichen Bildung und der mühevollen Erarbeitung des angestrebten Ziels gewesen sei, sich für eine politische Karriere zu qualifizieren.

„Dies ist keine nostalgische Betrachtung oder eine Verherrlichung eines Modells, das neben seinen Lichtern auch viele Schatten gehabt hat. Aber es ist die Feststellung, dass die Politik den Sinn für Engagement, Leidenschaft und Üben im Studium verloren hat. Es scheint fast so, als ob man sich mit Slogans, sozialen Medien und Tweets auskennen muss, wenn man Politik machen will. Studieren für die Politik ist out. Aber so sehen wir die Auswirkungen in einer zunehmend disqualifizierteren und unvorbereiteteren herrschenden Klasse. Vielleicht würde die Geburt eines neuen Frattocchie, egal von welcher Partei oder Bewegung, mit einem Seufzer der Erleichterung begrüßt werden.“